# Rosedale (Oklahoma)
Pour les articles homonymes, voir Rosedale.
Rosedale est une localité du comté de McClain en Oklahoma.
La population était de 66 habitants en 2010.